# Elisabet Hellman
Elisabet Hellman, född 1948 i Norrköping, är en svensk sångerska, musikpedagog och bildkonstnär. Hon har även uppträtt under sitt tidigare giftonamn Elisabet Winqvist.

## Biografi
Hellman har medverkat bland annat i visgruppen Skogsfiol & Flöjt, Eric Ericsons Kammarkör, Radiokören, Storkyrkans kör och Adolf Fredriks Bachkör. Hon har också varit sångsolist i olika sammanhang, bland annat i SVT:s Taube håller hov 1984, och varit dirigent för Dalaföreningens kör, Dalakören i Sthlm fram till december 2003.
Hellman har varit verksam som sång- och musikpedagog på Skeppsholmens folkhögskolas musikkurs, samt bildkonstnär med ett flertal utställningar bland annat i Stockholm, Göteborg, Linköping, Söderköping, Uppsala och Oxelösund.